# (9247) 1998 MO19
A (9247) 1998 MO19 a Naprendszer kisbolygóövében található aszteroida. A LINEAR program keretében fedezték fel 1998. június 23-án.